# Красников, Александр Николаевич
Алекса́ндр Никола́евич Кра́сников (10 декабря 1949, Форос, Крымская область, РСФСР, СССР — 28 августа 2009, Москва, Россия) — советский и российский религиовед и философ религии. Доктор философских наук, доцент. Один из авторов словарей «Современная западная философия», «Религии народов современной России» и «Словарь философских терминов», «Новой философской энциклопедии» и «Новой российской энциклопедии», также один из авторов и научных редакторов «Энциклопедии религий», «Религиоведение: энциклопедический словарь».

## Биография
Родился 10 декабря 1949 года на мысе Форос Крымской области.
В 1980 году окончил философский факультет МГУ имени М. В. Ломоносова, в 1983 году там же окончил аспирантуру.
С 1983 года — работал на кафедре истории и теории атеизма и религии (ныне отделение философии религии и религиоведения) философского факультета МГУ имени М. В. Ломоносова, пройдя путь от ассистента до доцента. Основные учебные курсы: «Религиозная философия», «Методологические проблемы религиоведения», «Теория и история мировых религий». Автор более сорока научных работ.
В 1984 году защитил диссертацию на соискание учёной степени кандидата философских наук по теме «Критика методологии современного неотомизма: на материале религиозной философии Бернарда Лонергана» (специальность 09.00.06 — научный атеизм). В дальнейшем пробовал защитить докторскую диссертацию, но не смог этого сделать по идеологическим причинам.
В 2007 году в МГУ имени М. В. Ломоносова защитил диссертацию на соискание учёной степени доктора философских наук по теме «Методология западного религиоведения второй половины XIX—XX вв.» (специальность 09.00.13 — религиоведение, философская антропология, философия культуры). Официальные оппоненты — доктор философских наук, профессор В. И. Гараджа, доктор философских наук, профессор В. С. Глаголев и доктор философских наук, профессор Ю. А. Кимелев. Ведущая организация — кафедра государственно-конфессиональных отношений Российской академии государственной службы при Президенте Российской Федерации.
Член Европейской ассоциации изучения религии.
Главный редактор научно-теоретического журнала «Религиоведение» и заместитель главного редактора журнала «Вестник МГУ» Серия 7. Философия.
По вероисповеданию был православным христианином.

## Научная деятельность
В работах Красникова анализируется программа обновления католической теологии, разработанная виднейшими представителями современного неотомизма. Главное внимание Красников уделяет неотомистской трактовке трансцендентального метода и метода в теологии. Он также рассматривает проблемы соотношения теологии и науки, веры и разума, веры и морали. В последние годы основными научными интересами А. Н. Красникова являлись история и методология религиоведения. Им дан убедительный анализ кризиса классической феноменологии религии. Проведя обстоятельное рассмотрение методологических проблем религиоведения, он обосновал необходимость новой религиоведческой парадигмы, включающей метарелигиоведение. А. Н. Красников опубликовал переводы фрагментов из работ А. Н. Уайтхеда, Р. Маретта, Э. Лэнга, а также учебники, монографии, словари.

## Научные труды

### Монографии
- Касавин И. Т., Красников А. Н. Двуликий Янус современной философии на Западе: (Из цикла "Критика филос. буржуаз. течений: науч.-техн. пессимизм и теологич. рационализм"). — М.: Знание, 1987. — 63 с.
- Красников А. Н. Методология современного неотомизма. — М.: Издательство МГУ, 1993. — 79 с. ISBN 5-211-03006-0
- Красников А. Н. Методология классического религиоведения. — Благовещенск: журн. "Религиоведение", 2004. — 145 с. (Религиоведение) (Religio relegere religare : R). ISBN 5-93493-044-3 500 экз.

### Энциклопедии и словари
Современная западная философия
- Красников А. Н. Демифологизация // Современная западная философия. Словарь. — М.: Политиздат, 1991.
- Красников А. Н. Креационизм // Современная западная философия. Словарь. — М.: Политиздат, 1991.
- Красников А. Н. Лонерган // Современная западная философия. Словарь. — М.: Политиздат, 1991.
- Красников А. Н. Фидеизм // Современная западная философия. Словарь. — М.: Политиздат, 1991.
- Красников А. Н. Фундаментализм // Современная западная философия. Словарь. — М.: Политиздат, 1991.

Учебный словарь-минимум по религиоведению.
- Красников А. Н. Аниматизм // Яблоков И. Н. Религиоведение. Учебный словарь-минимум по религиоведению: Учеб. пособие для студентов вузов / Под ред. проф. И. Н. Яблокова. — М.: Гардарика, 1998. — 535 с. (Религиоведение). ISBN 5-7762-0051-2
- Красников А. Н. Анимизм // Яблоков И. Н. Религиоведение. Учебный словарь-минимум по религиоведению: Учеб. пособие для студентов вузов / Под ред. проф. И. Н. Яблокова. — М.: Гардарика, 1998. — 535 с. (Религиоведение). ISBN 5-7762-0051-2
- Красников А. Н. Аниматизм // Яблоков И. Н. Религиоведение. Учебный словарь-минимум по религиоведению: Учеб. пособие для студентов вузов / Под ред. проф. И. Н. Яблокова. — М.: Гардарика, 1998. — 535 с. (Религиоведение). ISBN 5-7762-0051-2
- Красников А. Н. Антропоцентризм // Яблоков И. Н. Религиоведение. Учебный словарь-минимум по религиоведению: Учеб. пособие для студентов вузов / Под ред. проф. И. Н. Яблокова. — М.: Гардарика, 1998. — 535 с. (Религиоведение). ISBN 5-7762-0051-2
- Красников А. Н. Инициации // Яблоков И. Н. Религиоведение. Учебный словарь-минимум по религиоведению: Учеб. пособие для студентов вузов / Под ред. проф. И. Н. Яблокова. — М.: Гардарика, 1998. — 535 с. (Религиоведение). ISBN 5-7762-0051-2
- Красников А. Н. Магия // Яблоков И. Н. Религиоведение. Учебный словарь-минимум по религиоведению: Учеб. пособие для студентов вузов / Под ред. проф. И. Н. Яблокова. — М.: Гардарика, 1998. — 535 с. (Религиоведение). ISBN 5-7762-0051-2
- Красников А. Н. Происхождение религии // Яблоков И. Н. Религиоведение. Учебный словарь-минимум по религиоведению: Учеб. пособие для студентов вузов / Под ред. проф. И. Н. Яблокова. — М.: Гардарика, 1998. — 535 с. (Религиоведение). ISBN 5-7762-0051-2
- Красников А. Н. Табу // Яблоков И. Н. Религиоведение. Учебный словарь-минимум по религиоведению: Учеб. пособие для студентов вузов / Под ред. проф. И. Н. Яблокова. — М.: Гардарика, 1998. — 535 с. (Религиоведение). ISBN 5-7762-0051-2
- Красников А. Н. Тотемизм // Яблоков И. Н. Религиоведение. Учебный словарь-минимум по религиоведению: Учеб. пособие для студентов вузов / Под ред. проф. И. Н. Яблокова. — М.: Гардарика, 1998. — 535 с. (Религиоведение). ISBN 5-7762-0051-2
- Красников А. Н. Фетишизм // Яблоков И. Н. Религиоведение. Учебный словарь-минимум по религиоведению: Учеб. пособие для студентов вузов / Под ред. проф. И. Н. Яблокова. — М.: Гардарика, 1998. — 535 с. (Религиоведение). ISBN 5-7762-0051-2
- Красников А. Н. Шаман // Яблоков И. Н. Религиоведение. Учебный словарь-минимум по религиоведению: Учеб. пособие для студентов вузов / Под ред. проф. И. Н. Яблокова. — М.: Гардарика, 1998. — 535 с. (Религиоведение). ISBN 5-7762-0051-2
- Красников А. Н. Экзогамные и эндогамные табу // Яблоков И. Н. Религиоведение. Учебный словарь-минимум по религиоведению: Учеб. пособие для студентов вузов / Под ред. проф. И. Н. Яблокова. — М.: Гардарика, 1998. — 535 с. (Религиоведение). ISBN 5-7762-0051-2

Новая философская энциклопедия
- Красников А. Н. Анимизм // Новая философская энциклопедия / Ин-т философии РАН; Нац. обществ.-науч. фонд; Предс. научно-ред. совета В. С. Стёпин, заместители предс.: А. А. Гусейнов, Г. Ю. Семигин, уч. секр. А. П. Огурцов. — 2-е изд., испр. и допол. — М.: Мысль, 2010. — ISBN 978-5-244-01115-9.
- Красников А. Н. Тайлор, Эдуард Бернетт // Новая философская энциклопедия / Ин-т философии РАН; Нац. обществ.-науч. фонд; Предс. научно-ред. совета В. С. Стёпин, заместители предс.: А. А. Гусейнов, Г. Ю. Семигин, уч. секр. А. П. Огурцов. — 2-е изд., испр. и допол. — М.: Мысль, 2010. — ISBN 978-5-244-01115-9.
- Красников А. Н. Тотемизм // Новая философская энциклопедия / Ин-т философии РАН; Нац. обществ.-науч. фонд; Предс. научно-ред. совета В. С. Стёпин, заместители предс.: А. А. Гусейнов, Г. Ю. Семигин, уч. секр. А. П. Огурцов. — 2-е изд., испр. и допол. — М.: Мысль, 2010. — ISBN 978-5-244-01115-9.
- Красников А. Н. Фрэзер, Джеймс Джордж // Новая философская энциклопедия / Ин-т философии РАН; Нац. обществ.-науч. фонд; Предс. научно-ред. совета В. С. Стёпин, заместители предс.: А. А. Гусейнов, Г. Ю. Семигин, уч. секр. А. П. Огурцов. — 2-е изд., испр. и допол. — М.: Мысль, 2010. — ISBN 978-5-244-01115-9.

Религии народов современной России
- Красников А. Н. Философия религии // Религии народов современной России: Словарь / Ред-кол. Мчедлов М. П. (отв. ред.), Аверьянов Ю. И., Басилов В. Н. и др. — 2-е изд., и доп. — М.: Республика, 2002. — 624 с. — 4000 экз. — ISBN 5-250-01818-1.

Словарь философских терминов
- Красников А. Н. Аниматизм // Словарь философских терминов. — М.: Инфра-М, 2004.
- Красников А. Н. Анимизм // Словарь философских терминов. — М.: Инфра-М, 2004.
- Красников А. Н. Антропоцентризм // Словарь философских терминов. — М.: Инфра-М, 2004.
- Красников А. Н. Гармонии веры и разума теория // Словарь философских терминов. — М.: Инфра-М, 2004.
- Красников А. Н. Демифологизация // Словарь философских терминов. — М.: Инфра-М, 2004.
- Красников А. Н. Табу // Словарь философских терминов. — М.: Инфра-М, 2004.
- Красников А. Н. Тотемизм // Словарь философских терминов. — М.: Инфра-М, 2004.
- Красников А. Н. Фетишизм // Словарь философских терминов. — М.: Инфра-М, 2004.
- Красников А. Н. Экзогамные и эндогамные табу // Словарь философских терминов. — М.: Инфра-М, 2004.

Новая российская энциклопедия
- Красников А. Н. Аниматизм // Новая российская энциклопедия: в 12 т. — М.: Энциклопедия, 2005.
- Красников А. Н. Анимизм // Новая российская энциклопедия: в 12 т. — М.: Энциклопедия, 2005.
- Красников А. Н. Антропоцентризм // Новая российская энциклопедия: в 12 т. — М.: Энциклопедия, 2005.
- Красников А. Н. Астрюк, Жан // Новая российская энциклопедия: в 12 т. — М.: Энциклопедия, 2005.

Религиоведение. Энциклопедический словарь.
- Забияко А. П., Красников А. Н., Элбакян Е. С. От составителей // Религиоведение: Энциклопедический словарь / Под ред. А. П. Забияко, А. Н. Красникова, Е. С. Элбакян. — М.: Академический проект, 2006. — 1256 с. — ISBN 5-8291-0756-2.
- Красников А. Н. Аниматизм // Религиоведение: Энциклопедический словарь / Под ред. А. П. Забияко, А. Н. Красникова, Е. С. Элбакян. — М.: Академический проект, 2006. — 1256 с. — ISBN 5-8291-0756-2.
- Красников А. Н. Анимизм // Религиоведение: Энциклопедический словарь / Под ред. А. П. Забияко, А. Н. Красникова, Е. С. Элбакян. — М.: Академический проект, 2006. — 1256 с. — ISBN 5-8291-0756-2.
- Красников А. Н., Борзенков В. Г. Антропоцентризм // Религиоведение: Энциклопедический словарь / Под ред. А. П. Забияко, А. Н. Красникова, Е. С. Элбакян. — М.: Академический проект, 2006. — 1256 с. — ISBN 5-8291-0756-2.
- Красников А. Н. Астрюк, Жан // Религиоведение: Энциклопедический словарь / Под ред. А. П. Забияко, А. Н. Красникова, Е. С. Элбакян. — М.: Академический проект, 2006. — 1256 с. — ISBN 5-8291-0756-2.
- Красников А. Н. Бахофен, Иоганн Якоб // Религиоведение: Энциклопедический словарь / Под ред. А. П. Забияко, А. Н. Красникова, Е. С. Элбакян. — М.: Академический проект, 2006. — 1256 с. — ISBN 5-8291-0756-2.
- Красников А. Н. Блендер, Клаас Юко // Религиоведение: Энциклопедический словарь / Под ред. А. П. Забияко, А. Н. Красникова, Е. С. Элбакян. — М.: Академический проект, 2006. — 1256 с. — ISBN 5-8291-0756-2.
- Красников А. Н. Гармонии веры и разума теория // Религиоведение: Энциклопедический словарь / Под ред. А. П. Забияко, А. Н. Красникова, Е. С. Элбакян. — М.: Академический проект, 2006. — 1256 с. — ISBN 5-8291-0756-2.
- Красников А. Н. Демифологизация // Религиоведение: Энциклопедический словарь / Под ред. А. П. Забияко, А. Н. Красникова, Е. С. Элбакян. — М.: Академический проект, 2006. — 1256 с. — ISBN 5-8291-0756-2.
- Красников А. Н. Зедерблом, Натан // Религиоведение: Энциклопедический словарь / Под ред. А. П. Забияко, А. Н. Красникова, Е. С. Элбакян. — М.: Академический проект, 2006. — 1256 с. — ISBN 5-8291-0756-2.
- Красников А. Н., Борзенков В. Г. Креационизм // Религиоведение: Энциклопедический словарь / Под ред. А. П. Забияко, А. Н. Красникова, Е. С. Элбакян. — М.: Академический проект, 2006. — 1256 с. — ISBN 5-8291-0756-2.
- Красников А. Н. Кристенсен, Вильям // Религиоведение: Энциклопедический словарь / Под ред. А. П. Забияко, А. Н. Красникова, Е. С. Элбакян. — М.: Академический проект, 2006. — 1256 с. — ISBN 5-8291-0756-2.
- Красников А. Н. Ван дер Леув, Герард // Религиоведение: Энциклопедический словарь / Под ред. А. П. Забияко, А. Н. Красникова, Е. С. Элбакян. — М.: Академический проект, 2006. — 1256 с. — ISBN 5-8291-0756-2.
- Красников А. Н. Лонерган, Бернард // Религиоведение: Энциклопедический словарь / Под ред. А. П. Забияко, А. Н. Красникова, Е. С. Элбакян. — М.: Академический проект, 2006. — 1256 с. — ISBN 5-8291-0756-2.
- Красников А. Н. Лэнг, Эндрю // Религиоведение: Энциклопедический словарь / Под ред. А. П. Забияко, А. Н. Красникова, Е. С. Элбакян. — М.: Академический проект, 2006. — 1256 с. — ISBN 5-8291-0756-2.
- Красников А. Н. Маретт, Роберт Рейналф // Религиоведение: Энциклопедический словарь / Под ред. А. П. Забияко, А. Н. Красникова, Е. С. Элбакян. — М.: Академический проект, 2006. — 1256 с. — ISBN 5-8291-0756-2.
- Красников А. Н. Митрохин, Лев Николаевич // Религиоведение: Энциклопедический словарь / Под ред. А. П. Забияко, А. Н. Красникова, Е. С. Элбакян. — М.: Академический проект, 2006. — 1256 с. — ISBN 5-8291-0756-2.
- Красников А. Н. Неофеноменология религии // Религиоведение: Энциклопедический словарь / Под ред. А. П. Забияко, А. Н. Красникова, Е. С. Элбакян. — М.: Академический проект, 2006. — 1256 с. — ISBN 5-8291-0756-2.
- Красников А. Н. Происхождения религии теория // Религиоведение: Энциклопедический словарь / Под ред. А. П. Забияко, А. Н. Красникова, Е. С. Элбакян. — М.: Академический проект, 2006. — 1256 с. — ISBN 5-8291-0756-2.
- Красников А. Н. Пфлейдерер, Отто // Религиоведение: Энциклопедический словарь / Под ред. А. П. Забияко, А. Н. Красникова, Е. С. Элбакян. — М.: Академический проект, 2006. — 1256 с. — ISBN 5-8291-0756-2.
- Красников А. Н. Редукционизм в религиоведении // Религиоведение: Энциклопедический словарь / Под ред. А. П. Забияко, А. Н. Красникова, Е. С. Элбакян. — М.: Академический проект, 2006. — 1256 с. — ISBN 5-8291-0756-2.
- Красников А. Н. Религиоведение // Религиоведение: Энциклопедический словарь / Под ред. А. П. Забияко, А. Н. Красникова, Е. С. Элбакян. — М.: Академический проект, 2006. — 1256 с. — ISBN 5-8291-0756-2.
- Забияко А. П., Красников А. Н., Элбакян Е. С. Религия // Религиоведение: Энциклопедический словарь / Под ред. А. П. Забияко, А. Н. Красникова, Е. С. Элбакян. — М.: Академический проект, 2006. — 1256 с. — ISBN 5-8291-0756-2.
- Красников А. Н. Смит // Религиоведение: Энциклопедический словарь / Под ред. А. П. Забияко, А. Н. Красникова, Е. С. Элбакян. — М.: Академический проект, 2006. — 1256 с. — ISBN 5-8291-0756-2.
- Красников А. Н. Спенсер, Герберт // Религиоведение: Энциклопедический словарь / Под ред. А. П. Забияко, А. Н. Красникова, Е. С. Элбакян. — М.: Академический проект, 2006. — 1256 с. — ISBN 5-8291-0756-2.
- Красников А. Н. Табу // Религиоведение: Энциклопедический словарь / Под ред. А. П. Забияко, А. Н. Красникова, Е. С. Элбакян. — М.: Академический проект, 2006. — 1256 с. — ISBN 5-8291-0756-2.
- Красников А. Н. Тайлор, Эдуард // Религиоведение: Энциклопедический словарь / Под ред. А. П. Забияко, А. Н. Красникова, Е. С. Элбакян. — М.: Академический проект, 2006. — 1256 с. — ISBN 5-8291-0756-2.
- Красников А. Н. Теология компаративная // Религиоведение: Энциклопедический словарь / Под ред. А. П. Забияко, А. Н. Красникова, Е. С. Элбакян. — М.: Академический проект, 2006. — 1256 с. — ISBN 5-8291-0756-2.
- Красников А. Н. Тиле, Корнелис Петер // Религиоведение: Энциклопедический словарь / Под ред. А. П. Забияко, А. Н. Красникова, Е. С. Элбакян. — М.: Академический проект, 2006. — 1256 с. — ISBN 5-8291-0756-2.
- Красников А. Н. Токарев, Сергей Александрович // Религиоведение: Энциклопедический словарь / Под ред. А. П. Забияко, А. Н. Красникова, Е. С. Элбакян. — М.: Академический проект, 2006. — 1256 с. — ISBN 5-8291-0756-2.
- Красников А. Н. Тотемизм // Религиоведение: Энциклопедический словарь / Под ред. А. П. Забияко, А. Н. Красникова, Е. С. Элбакян. — М.: Академический проект, 2006. — 1256 с. — ISBN 5-8291-0756-2.
- Красников А. Н. Феноменология религии // Религиоведение: Энциклопедический словарь / Под ред. А. П. Забияко, А. Н. Красникова, Е. С. Элбакян. — М.: Академический проект, 2006. — 1256 с. — ISBN 5-8291-0756-2.
- Красников А. Н. Фетишизм // Религиоведение: Энциклопедический словарь / Под ред. А. П. Забияко, А. Н. Красникова, Е. С. Элбакян. — М.: Академический проект, 2006. — 1256 с. — ISBN 5-8291-0756-2.
- Красников А. Н. Фрик, Генрих // Религиоведение: Энциклопедический словарь / Под ред. А. П. Забияко, А. Н. Красникова, Е. С. Элбакян. — М.: Академический проект, 2006. — 1256 с. — ISBN 5-8291-0756-2.
- Красников А. Н. Фрэзер, Джеймс Джордж // Религиоведение: Энциклопедический словарь / Под ред. А. П. Забияко, А. Н. Красникова, Е. С. Элбакян. — М.: Академический проект, 2006. — 1256 с. — ISBN 5-8291-0756-2.
- Красников А. Н. Хейлер, Фридрих // Религиоведение: Энциклопедический словарь / Под ред. А. П. Забияко, А. Н. Красникова, Е. С. Элбакян. — М.: Академический проект, 2006. — 1256 с. — ISBN 5-8291-0756-2.
- Красников А. Н. Шаман // Религиоведение: Энциклопедический словарь / Под ред. А. П. Забияко, А. Н. Красникова, Е. С. Элбакян. — М.: Академический проект, 2006. — 1256 с. — ISBN 5-8291-0756-2.
- Красников А. Н. Шантепи де ла Соссе, Пьер Даниэль // Религиоведение: Энциклопедический словарь / Под ред. А. П. Забияко, А. Н. Красникова, Е. С. Элбакян. — М.: Академический проект, 2006. — 1256 с. — ISBN 5-8291-0756-2.
- Красников А. Н. Эволюционизм в религиоведении // Религиоведение: Энциклопедический словарь / Под ред. А. П. Забияко, А. Н. Красникова, Е. С. Элбакян. — М.: Академический проект, 2006. — 1256 с. — ISBN 5-8291-0756-2.
- Красников А. Н. Экология религии // Религиоведение: Энциклопедический словарь / Под ред. А. П. Забияко, А. Н. Красникова, Е. С. Элбакян. — М.: Академический проект, 2006. — 1256 с. — ISBN 5-8291-0756-2.
- Красников А. Н. Экзогамные и эндогамные табу // Религиоведение: Энциклопедический словарь / Под ред. А. П. Забияко, А. Н. Красникова, Е. С. Элбакян. — М.: Академический проект, 2006. — 1256 с. — ISBN 5-8291-0756-2.

Энциклопедия религий

### Учебники и учебные пособия
- Красников А. Н. Глава VI. Происхождение религии // Основы религиоведения: Учебник / Ю. Ф. Борунков, И. Н. Яблоков, М. П. Новиков и др.; Под ред. И. Н. Яблокова. — М.: Высшая школа, 1994. — С. 72—78. — 368 с. ISBN 5-06-002849-6
- Красников А. Н. Предисловие и др. // Религиоведение: Хрестоматия : Учебное пособие для студентов вузов : Пер. с англ., нем., фр. / Под ред. А. Н. Красникова. — М. : Кн. дом Университет: Юрайт, 2000. — 799 с. ISBN 5-8013-0009-0
- Красников А. Н., Васильева М. О., Элбакян Е. С. Религиоведческий словарь // Религиоведение: Хрестоматия : Учебное пособие для студентов вузов : Пер. с англ., нем., фр. / Под ред. А. Н. Красникова. — М. : Кн. дом Университет: Юрайт, 2000. — 799 с. ISBN 5-8013-0009-0
- Красников А. Н. Теоретические и эмпирические предпосылки религиоведения // Введение в общее религиоведение. Учебник. М.: Книжный дом Университет, 2001
- Красников А. Н. Проблема происхождения религии. Ранние формы верований и культа // История религии: Учебник для студентов вузов. Т. 1./ А. И. Бочковская, В. В. Винокуров, А. М. Дубянский и др.; Под общ. ред. И. Н. Яблокова. — М.: Высшая школа, 2002. — 463 с. ISBN 5-06-004208-1
- Красников А. Н. У истоков религиоведения. Формирование религиоведческой парадигмы // Проблемы философии религии и религиоведения: Учебное пособие / А. Н. Красников и др. — Калининград: Изд-во Калинингр. гос. ун-та, 2003. — 152 с. ISBN 5-88874-382-8
- Красников А. Н. Методологические проблемы религиоведения: учебник для вузов: учебное пособие для студентов и аспирантов высших учебных заведений, обучающихся по направлению подготовки ВПО 031800 — "Религиоведение". — М.: Академический проект, 2007. — 239 с. (Gaudeamus / Философский фак. Московского гос. ун-та им. М. В. Ломоносова) ISBN 978-5-8291-0856-4
- Красников А. Н., Гаврилина Л. М., Элбакян Е. С. Религиоведение и философия религии. Актуальные проблемы: учебное пособие для бакалавриата и магистратуры: для студентов высших учебных заведений, обучающихся по гуманитарным направлениям. — 2-е изд., испр. и доп. — М.: Юрайт, 2016. — 157 с. (Религиоведение. Модуль. Бакалавр. Магистр) (УМО ВО рекомендует) ISBN 978-5-9916-8424-8

### Статьи
- Красников А. Н. Критика «диалогической» трактовки религии // IV Московские философские чтения молодых учёных. Тезисы докладов. Вып. 5. — М.: Изд-во ВИНИТИ, 1986.
- Красников А. Н. Критика религиозной антропологии Б. Лонергана» // Вестник МГУ. Серия 7. Философия. 1986. № 1
- Красников А. Н. Природа религиозного догматизма» // Критический анализ ненаучного знания. М.: Изд-во ИФАН, 1989
- Красников А. Н. Почему молчал Авраам? // Вестник МГУ. Серия 7. Философия. 1992. № 5
- Красников А. Н. Происхождение религии // Основы религиоведения: лекции к курсу / Под ред. И. Н. Яблоков, А. С. Попов. — Новосибирск : Континент С, 1993. – 182 с. ISBN 5-87052-001-0.
- Красников А. Н. Ислам // Основы религиоведения: лекции к курсу / Под ред. И. Н. Яблоков, А. С. Попов. — Новосибирск : Континент С, 1993. – 182 с. ISBN 5-87052-001-0.
- Красников А. Н. У истоков современного религиоведения // Классики мирового религиоведения. М., 1996
- Красников А. Н. Антропологические споры о сущности религии // Лекции по религиоведению. — М.: Издательство Московского университета, издательство ЧеРо, 1997
- Красников А. Н. Экология религии // Вестник МГУ. Серия 7. Философия. 1999. № 1;
- Красников А. Н. Современная феноменология религии // Вестник МГУ. Серия 7. Философия. 1999. № 6
- «Религиоведческий словарь». (в соавторстве) // Вестник МГУ. Серия 7. Философия. 1999. № 6
- Красников А. Н. Многообразие и единство российской философии // Общественные науки и современность. 2000. № 3
- Красников А. Н. Тенденции современного религиоведения // Религиоведение. — 2001. — № 1.
- Красников А. Н. Западное религиоведение первой половины XX в.: от эволюционизма к диффузионизму и теории прамонотеизма // Религиоведение. — 2001. — № 2.
- Красников А. Н. Становление классической феноменологии религии // Религиоведение. — 2002. — № 2.
- Красников А. Н.  Бернард Лонерган: Программа обновления католической теологии //  Религиоведение. 2003. № 1
- Красников А. Н. Методология раннего религиоведения // Религиоведение. — 2003. — № 1.
- Красников А. Н. Методология классической феноменологии религии // Вестник МГУ. Серия 7. Философия. — 2004. — № 1.
- Красников А. Н., Элбакян Е. С. Терминология западного христианства // Мак-Ким Дональд К. Вестминстерский словарь теологических терминов. — М.: Республика, 2004. — 503 с. ISBN 5-250-01856-4
- Красников А. Н. Становление герменевтического подхода к изучению религии // Философско-методологические проблемы изучения религии: (материалы конференции 28-29 октября 2003 года) / Российская акад. гос. службы при Президенте Российской Федерации, Каф. религиоведения, Ин-т философии Российской акад. наук; редкол.: М. О. Шахов (отв. ред.) и др. — М.: [б. и.], 2004. — 173 с.
- Красников А. Н. Традиции связующая нить // Токарев С. А. Религии в истории народов мира / Общ. ред. и предисл. А. Н. Красникова. – 5-е изд., испр. и доп. — М.: Республика, 2005. — 543 с. — (Б-ка : Религия. Культура. Наука). ISBN 5-250-01865-3.
- Красников А. Н. Методологические проблемы истории религий (на материале западного религиоведения второй половины XX в.) // Религиоведение. — 2005. — № 3.
- Красников А. Н. У истоков религиоведения: взаимоотношения науки о религии и теологии // Наука и религия. Междисциплинарный и кросс-культурный подход. — М.: «Канон +», РООИ «Реаблитация», 2006.
- Красников А. Н. Структурализм в религиоведении // Религиоведение. — 2006. — № 3.